# جون كريستيان فريدريك هاير
جون كريستيان فريدريك هاير (بالألمانية: Johann Christian Friedrich Heyer)‏ (بالإنجليزية: John Christian Frederick Heyer)‏ هو مبشر أمريكي وألماني، ولد في 10 يوليو 1793 في هلمشتيت في ألمانيا، وتوفي في 7 نوفمبر 1873.